# Aedes argyrites
Aedes argyrites är en tvåvingeart som beskrevs av Dyar och Nunez Tovar 1926. Aedes argyrites ingår i släktet Aedes och familjen stickmyggor.
Artens utbredningsområde är Venezuela. Inga underarter finns listade i Catalogue of Life.